# Povile
Povile (italsky Poville) je vesnice a přímořské letovisko v Chorvatsku v Přímořsko-gorskokotarské župě, spadající pod opčinu města Novi Vinodolski. Nachází se asi 2 km jihovýchodně od Novi Vinodolski. V roce 2011 zde žilo celkem 231 obyvatel.
Dopravu ve vesnici zajišťuje silnice D8. Sousedními letovisky jsou Klenovica a Novi Vinodolski.